# Ada Szulc
Ada Szulc (ur. 11 maja 1989 w Chrzanowie) – polska piosenkarka.

## Życiorys
Absolwentka szkoły muzycznej I stopnia w klasie skrzypiec. Od 2006 przez siedem lat śpiewała w zespole pop-rockowym Chilitoy. W 2011 roku wzięła udział w programie TVN X Factor, dołączając do grupy prowadzonej przez Kubę Wojewódzkiego i docierając do ścisłego finału programu.
Dla producenta i niezależnego muzyka Mariusza Szypury nagrała trzy utwory, w tym ścieżkę dźwiękową do filmu Big Love. Przygotowała również utwór do filmu animowanego Disneya Dzwoneczek i sekret magicznych skrzydeł. W 2013 roku nawiązała współpracę z DJ-em Adamusem, nagrywając singel „1000 miejsc”, do którego zrealizowała teledysk w wykonaniu Wojciecha Kasperskiego. Singel promował debiutancki album wokalistki o tym samym tytule, wydany w duecie wspólnie z Adamem Jaworskim. Utwór dotarł do 35. miejsca zestawienia Top w dyskotekach, opracowywanego co dwa tygodnie przez ZPAV. Drugim singlem promującym wspólny album został utwór „Dokąd uciekam”, do którego nakręcono teledysk w Tokio.
W grudniu 2013 roku wzięła udział w sesji zdjęciowej do kalendarza Wielkiej Orkiestry Świątecznej Pomocy. W styczniu 2014 roku nagrała teledysk do utworu „Mieć wszystko lub nic (Ocean)”. We wrześniu 2016 roku wraz z zespołem Helolove nagrała piosenkę „Hide & Seek”, którą zgłosiła do polskich preselekcji do Konkursu Piosenki Eurowizji 2017, jednak nie znalazła się w gronie finalistów selekcji.
W sierpniu 2022 wydała singel „Tlen”.

## Dyskografia
| Rok  | Dane dot. albumu |
| ---- | --- |
| 2013 | 1000 miejsc (wraz z DJ-em Adamusem) - Wydany: 11 listopada 2013 - Wytwórnia: Parlophone - Format: CD, digital download |

| Rok  | Tytuł                               | Pozycja na liście | Album                          |
| Rok  | Tytuł                               | SLiP              | Album                          |
| ---- | ----------------------------------- | ----------------- | ------------------------------ |
| 2012 | „Big Love”                          | 44                | Big Love - (ścieżka dźwiękowa) |
| 2013 | „1000 miejsc”                       | 3                 | 1000 miejsc                    |
| 2013 | „Dokąd uciekam”                     | 12                | 1000 miejsc                    |
| 2014 | „Ocean”                             | —                 | 1000 miejsc                    |
| 2016 | „Hide & Seek” (gościnnie: Helolove) | —                 | —                              |
| 2022 | „Tlen”                              | —                 | —                              |